# بیگ بیل برونزی
بیگ بیل برونزی (انگلیسی: Big Bill Broonzy; ۲۶ ژوئن ۱۸۹۳ (مورد مناقشه) – ۱۴ اوت ۱۹۵۸) موسیقی‌دان، گیتارنواز و خوانندهٔ بلوز اهل ایالات متحده آمریکا بود که بین سال‌های ۱۹۲۷ تا ۱۹۵۸ میلادی فعالیت می‌کرد.